# Palmitoyléthanolamide
 (février 2023).
Le palmitoyléthanolamide (PEA) est un amide d'acide gras endogène et un modulateur lipidique. Le PEA a été étudié dans des systèmes in vitro et in vivo utilisant un composé exogène ajouté ou dosé ; il est prouvé qu'il se lie à un récepteur nucléaire, à travers lequel il exerce nombre d'effets biologiques, certains liés à l'inflammation et à la douleur chroniques.
Une des cibles principales du PEA serait le récepteur alpha activé par les proliférateurs de peroxysomes (PPAR-α),. Le PEA a également une affinité pour les récepteurs couplés aux protéines G (RCPG) de type cannabinoïde GPR55 et GPR119. Le PEA ne peut pas être considéré à proprement parler comme un endocannabinoïde classique car il manque d'affinité pour les récepteurs cannabinoïdes CB1 et CB2. Cependant, les recherches montrent que la présence de PEA (ou d'autres N-acyléthanolamines structurellement apparentées) améliore l'activité anandamide par un « effet d'entourage »,.
Certains rapports soutiennent la conclusion que les niveaux de PEA sont altérés et que le système endocannabinoïde (ECS) est « déséquilibré » dans l'inflammation aiguë et chronique. Un article rapporte que la dérégulation des récepteurs cannabinoïdes et de leurs ligands endogènes accompagne le développement et la progression de la neuroinflammation induite par la β-amyloïde.
D'autres études ont démontré que le PEA avait des propriétés anti-inflammatoires, anti-nociceptives, neuroprotectrices, et anticonvulsivantes.

## Études anciennes et récentes
Le palmitoyléthanolamide a été découvert en 1957. Les indications de son utilisation comme anti-inflammatoire et analgésique datent d'avant 1980. Les chercheurs décrivaient alors ce qu'ils appelaient le « N-(2-hydroxyéthyl)-palmitamide » comme un agent anti-inflammatoire naturel, déclarant : « Nous avons réussi à isoler un facteur anti-inflammatoire cristallin de la lécithine de soja, le (S)-(2-hydroxyéthyl)-palmitamide. Le composé a également été isolé à partir d'une fraction phospholipidique de jaune d'œuf et de farine d'arachide extraite à l'hexane. »
En 1975, lors d'un essai clinique sur des douleurs articulaires, des médecins tchèques ont examiné l'action analgésique de l'aspirine par rapport au PEA ; les deux médicaments ont été signalés pour améliorer les mouvements articulaires et diminuer la douleur. En 1970, le fabricant de médicaments Spofa en Tchécoslovaquie a mis sur le marché l'Impulsin, du PEA pour le traitement et la prophylaxie de la grippe et d'autres infections respiratoires.[réf. nécessaire] En Espagne, la société Almirall a introduit le Palmidrol sous forme de comprimés et de suspension en 1976, pour les mêmes indications.[réf. nécessaire]
La relation entre l'anandamide et le PEA a fait l'objet d'études au milieu des années 1990. L'expression des récepteurs des mastocytes sensibles aux deux molécules a été démontrée par Rita Levi-Montalcini et ses collègues. Au cours de cette période, une meilleure compréhension des fonctions des dérivés d'acides gras endogènes a émergé, et des composés tels que l'oléamide, le palmitoyléthanolamide, le 2-linéoylglycérol et le 2-palmitoylglycérol ont été étudiés pour leur capacité à moduler la sensibilité à la douleur et l'inflammation via ce que l'on pensait à l'époque être la voie de signalisation des endocannabinoïdes,.
Des rapports ont également fourni des preuves que le PEA régule négativement les mastocytes hyperactifs de manière dose-dépendante et qu'il atténue la douleur provoquée dans les modèles murins. Le PEA et les composés apparentés tels que l'anandamide semblent également avoir des effets synergiques dans les modèles de douleur et d'analgésie.

## Modèles murins
Dans une variété de modèles murins, la PEA semble prometteuse ; [réf. nécessaire] les chercheurs ont pu démontrer une efficacité clinique pertinente dans une variété de troubles, de la sclérose en plaques à la douleur neuropathique,.
Dans le test de nage forcée chez la souris, le palmitoyléthanolamide était comparable à la fluoxétine pour la dépression. Une étude italienne publiée en 2011 a révélé que le PEA réduisait la pression intraoculaire élevée du glaucome. Dans un modèle de traumatisme rachidien, le PEA a réduit le déficit neurologique résultant via la réduction de l'infiltration et de l'activation des mastocytes. Le PEA dans ce modèle a également réduit l'activation de la microglie et des astrocytes. Son activité en tant qu'inhibiteur de l'inflammation s'oppose à l'astrogliose réactive induite par le peptide bêta-amyloïde, dans un modèle pertinent pour la neurodégénérescence, probablement via le mécanisme d'action du PPAR-α. Dans les modèles d'AVC et d'autres traumatismes du système nerveux central, le PEA a exercé des propriétés neuroprotectrices,,,,.

## Modèles animaux de douleur chronique et d'inflammation
Les douleurs chroniques et les douleurs neuropathiques sont des indications pour lesquelles il existe un fort besoin non satisfait en clinique. Le PEA a été testé sur divers modèles animaux pour la douleur chronique et neuropathique, car les cannabinoïdes, tels que le THC, se sont avérés efficaces dans les états de douleur neuropathique. Les effets analgésiques et antihyperalgésiques du PEA dans deux modèles de douleur aiguë et persistante semblaient s'expliquer au moins en partie par la synthèse de novo (de neurostéroïdes,. Dans le modèle de douleur et d'inflammation granulomateuse chronique, le PEA pourrait empêcher la formation et la germination des nerfs, l'allodynie mécanique, et le PEA inhibe l'activation des ganglions de la racine dorsale, qui est une caractéristique de la fin de la douleur neuropathique. Le mécanisme d'action du PEA en tant que molécule analgésique et anti-inflammatoire repose probablement sur différents aspects.[réf. nécessaire] Le PEA inhibe la libération de médiateurs mastocytaires préformés et nouvellement synthétisés, tels que l'histamine et le TNF-alpha. Le PEA, ainsi que son analogue adelmidrol (dérivé di-amide de l'acide azélaïque), peuvent tous deux réguler à la baisse les mastocytes. Le PEA réduit l'expression de la cyclooxygénase-2 (COX-2) et de l'oxyde nitrique synthase inductible (iNOS) et empêche la dégradation de l'IkB-alpha et la translocation nucléaire p65 NF-kappaB, cette dernière étant liée au PEA en tant qu'agoniste endogène du PPAR-alpha. En 2012, il est devenu clair que le PEA peut également réduire les lésions de reperfusion et l'impact négatif du choc sur divers paramètres de résultats, tels que le dysfonctionnement rénal, les lésions ischémiques et l'inflammation, très probablement via la voie PPAR-alpha.[réf. nécessaire] Parmi les marqueurs de reperfusion et d'inflammation mesurés, le PEA pourrait réduire l'augmentation de la créatinine, γGT, AST, la translocation nucléaire de NF-κBp65 ; l'activité MPO rénale et les niveaux de MDA, l'expression de la nitrotyrosine, du PAR et des molécules d'adhésion, l'infiltration et l'activation des mastocytes et l'apoptose.
Les réponses biologiques au dosage de PEA dans des modèles animaux et chez l'homme sont étudiées vis-à-vis de son implication dans un mécanisme de réparation pertinent pour les patients souffrant d'inflammation chronique et de douleur chronique. Dans un modèle de douleur viscérale (inflammation de la vessie), le PEA a pu atténuer l'hyper-réflexie viscéro-viscérale induite par l'inflammation de la vessie, une des raisons pour lesquelles le PEA est actuellement exploré dans la vessie douloureuse syndrome. Dans un modèle différent de douleur vésicale, l'inflammation de la vessie induite par la térébenthine chez le rat, le PEA a également atténué une hyperalgésie référée de manière dose-dépendante. Les douleurs pelviennes chroniques chez les patients semblent répondre favorablement à un traitement par PEA,.

## Activité dans les cellules non neuronales
Le PEA, en tant que N-acyléthanolamine, possède des propriétés physico-chimiques comparables à l'anandamide, et, bien qu'il ne s'agisse pas strictement d'un endocannabinoïde, il est souvent étudié en conjonction avec l'anandamide en raison de leurs voies synthétiques et métaboliques qui se recouvrent. Les N-acyléthanolamines telles que le PEA agissent souvent comme des molécules de signalisation, activant des récepteurs et régulant diverses fonctions physiologiques. Le PEA est connu pour activer les récepteurs intracellulaires, nucléaires et associés à la membrane, et pour réguler de nombreuses fonctions physiologiques liées à la cascade inflammatoire et aux états douloureux chroniques. Les lipides endocannabinoïdes comme le PEA sont largement distribués dans la nature, dans une variété de tissus de plantes, d'invertébrés et de mammifères.
Le mécanisme d'action du PEA est parfois décrit comme un antagonisme des blessures locales autacoïdes (acronyme ALIA), et le PEA sous cette nomenclature est un aliamide. Rita Levi-Montalcini et ses collègues ont présenté des preuves en 1993 que les amides lipidiques du type N-acyléthanolamine, tels que le PEA, sont des prototypes potentiels de molécules naturelles capables de moduler l'activation des mastocytes. Son groupe a utilisé l'acronyme ALIA dans ce rapport. Un autocoïde est une molécule régulatrice, produite localement. Un aliamide est un autocoïde synthétisé à la demande en réponse à une blessure et agit localement pour contrer cette pathologie. Peu de temps après l'article de Levi-Montalcini, le mastocyte est apparu comme une cible importante de l'activité anti-inflammatoire du PEA. Depuis 1993, 25 articles ont été publiés sur les divers effets du PEA sur les mastocytes. Ces cellules se trouvent souvent à proximité des terminaisons nerveuses sensorielles, et leur dégranulation peut augmenter le signal nociceptif, raison pour laquelle les mastocytes périphériques sont considérés comme pro-inflammatoires et pro-nociceptifs. L'activité du PEA est actuellement considérée comme une nouvelle percée dans le traitement de la douleur neuropathique et des troubles apparentés basés sur la suractivation des cellules gliales et apparentées, comme dans le diabète et le glaucome. La microglie joue un rôle clé dans les phénomènes d'enroulement et de sensibilisation centrale,.

## Pertinence clinique
Les effets de l'administration orale de PEA ont été explorés chez l'homme et comprennent des essais cliniques pour une variété d'états douloureux, pour les syndromes inflammatoires et douloureux,,,,. Les doses quotidiennes varient de 300 à 1 200 mg/j. Dans une méta-analyse systématique de 2017 portant sur dix études comprenant des données de 786 patients recevant du PEA pour des indications liées à la douleur et 512 témoins, le PEA s'est avéré associé à une réduction de la douleur significativement supérieure à celle observée chez les témoins (P < 0,001). Des influences positives ont également été observées dans les applications cutanées, en particulier l'eczéma atopique, qui peuvent être liées à l'activation du PPAR alpha,.
Dans une analyse de 2015 d'une étude contrôlée par placebo en double aveugle sur le PEA dans la douleur sciatique, le nombre de sujets à traiter était de 1,5. Son influence positive dans les douleurs chroniques, et les états inflammatoires comme l'eczéma atopique, semble provenir principalement de l'activation de PPAR alpha,. Depuis 2012, un certain nombre de nouveaux essais ont été publiés, parmi lesquels des études sur le glaucome,. Le PEA semble également  comme étant l'un des facteurs responsables de la diminution de la sensibilité à la douleur pendant et après le sport, comparable aux opiacés endogènes (endorphines).
D'un point de vue clinique, les indications les plus importantes et les plus prometteuses du PEA sont liées aux états de douleur neuropathique et chronique, tels que la douleur neuropathique diabétique, la douleur sciatique, le SDRC, la douleur pelvienne et les états de douleur neuropathique par piégeage,,,,,. Dans un essai en aveugle rapporté dans un acte de conférence, des patients souffrant de douleurs de synovite ou d'arthrose de l'ATM (N = 25, au total[pas clair]) ont été assignés au hasard à des groupes PEA ou ibuprofène pendant deux semaines ; la diminution de la douleur rapportée après deux semaines était significativement plus élevée pour le groupe traité au PEA, de même pour l'amélioration de la fonction masticatoire,.[réf. à confirmer] En 2012, vingt patients atteints de neuropathie induite par la thalidomide et le bortézomib ont présenté une amélioration des fonctions nerveuses et moins de douleur après un traitement de deux mois avec du PEA. Les auteurs ont souligné que bien qu'un effet placebo puisse jouer un rôle dans le soulagement de la douleur rapporté, les changements dans les mesures neurophysiologiques indiquaient clairement que le PEA exerçait une action positive sur les groupes de fibres myélinisées. Seize hommes et quatorze femmes souffrant de deux grands types de douleurs neuropathiques réfractaires au traitement antalgique – neuropathie diabétique périphérique (quatre hommes, sept femmes) ou névralgie post-zostérienne (douze hommes, sept femmes) – dont les symptômes recouvraient huit catégories de douleur (« brûlure », « ostéoarticulaire », « piqure », etc.) qui étaient sous traitement préalable par la prégabaline ont été transférés au PEA, après quoi le traitement par la prégabaline a été progressivement réintroduit ; tous répondaient bien après 45 jours et présentaient des diminutions significatives des scores de douleur (sans interactions médicamenteuses).
En 2013, une méta-analyse a été publiée sur l'efficacité clinique et l'innocuité du PEA dans le traitement du rhume et de la grippe, sur la base des rapports de six essais contrôlés randomisés en double aveugle contre placebo, concernant les effets anti-inflammatoires et rétinoprotecteurs proposés par le PEA.
En 2019, des augmentations significatives des amides d'acides gras, notamment le PEA, l'arachidonoyléthanolamide et l'oléoyléthanolamide, ont été notées chez une femme écossaise présentant une variante non documentée d'insensibilité congénitale à la douleur. Cela s'est avéré être le résultat d'une combinaison d'un polymorphisme hypomorphe d'un seul nucléotide de l'hydrolase d'amide d'acide gras (FAAH), ainsi que d'une mutation du pseudogène, FAAH-OUT. Le pseudogène était auparavant considéré comme un ADN non codant, FAAH-OUT s'est avéré capable de moduler l'expression de FAAH, ce qui en fait une future cible possible pour le développement de nouveaux analgésiques/anxiolytiques.
En 2020, le PEA a été suggéré comme médicament pouvant s'avérer bénéfique pour le traitement de l'inflammation pulmonaire causée par l'infection par le SARS-CoV-2. Une société pharmaceutique appelée « FSD Pharma » a engagé le PEA dans un essai clinique de phase 1 sous le nom de « FSD-201 » et a obtenu l'approbation de la FDA pour passer à la phase 2a pour cette indication.

## Métabolisme
Le PEA est métabolisé par les enzymes cellulaires amide hydrolase d'acide gras (FAAH) et N-acyléthanolamine acide amide hydrolase (NAAA), cette dernière ayant plus de spécificité envers le PEA que les autres amides d'acide gras.
Le PEA est généralement considéré comme sûr et sans effets indésirables ou interactions médicamenteuses. Une étude de 2016 évaluant les allégations de sécurité dans seize essais cliniques, six rapports de cas/études pilotes et une méta‐analyse du PEA en tant qu'analgésique, a conclu que pour des périodes de traitement allant jusqu'à 49 jours, les données cliniques plaidaient contre les effets indésirables graves à une incidence de 1/200 ou plus. Une méta-analyse groupée de 2016 portant sur douze études a révélé qu'aucun effet indésirable grave n'avait été enregistré et/ou signalé. Aucune donnée sur les interactions avec le PEA n'a été rapportée. Sur la base de son mécanisme, le PEA peut être considéré comme susceptible d'interagir avec d'autres agonistes de PPAR-α utilisés pour traiter les triglycérides élevés ; cela reste non confirmé.